# Party Never Ends
Party Never Ends è il terzo album della cantante rumena Inna, pubblicato il 4 marzo 2013 in Romania La settimana precedente la cantante ha caricato sul proprio canale YouTube un'anteprima dell'album. Attraverso dei video su YouTube, Inna ha svelato traccia per traccia l'album.
Il 21 ottobre 2020 a distanza di 7 anni, l'album venne ripubblicato in una nuova versione nella piattaforma musicale "SoundCloud", chiamato The Ultimate Edition, includendo i brani bonus track e anche quelli esclusi all'inizio come "Oare", rivalutato come singolo promozionale contenuto in questo disco, rilasciato il 14 ottobre 2012.

## Singoli
A maggio 2012 vengono pubblicate tre nuove canzoni sul canale YouTube della cantante e sul suo sito ufficiale ovvero Ok il 1º maggio, Caliente il 4 maggio e Alright il 6 maggio, lei stessa in seguito svela che la canzone Caliente è proprio il primo singolo ufficiale del nuovo terzo album di inediti che verrà pubblicato nel 2013. La canzone ha avuto molto successo in Messico, Spagna, Italia e Romania. Gli altri due brani vengono pubblicati come singoli promozionali dall'album. Ok raggiunge la posizione 185 nella classifica francese.
Il 12 giugno 2012 venne rilasciato il brano Crazy Sexy Wild con la sua versione in lingua rumena Tu și eu, entrambi come singoli promozionali, accompagnati con i video musicali rispettivi, pubblicati il 2 ed il 7 agosto 2012. In seguito Crazy Sexy Wild, viene rilasciato come secondo singolo ufficiale dal nuovo disco, il 14 settembre 2012 nel mondo ad esclusione della Romania che utilizza la versione in lingua rumena.
Una canzone chiamata Inndia in collaborazione con i Play & Win, viene rilasciata sul canale YouTube di Inna il 28 giugno 2012 con una lyrics video, successivamente viene rilasciato il video musicale ufficiale il 19 settembre 2012. Il brano venne confermato come terzo singolo ufficiale dall'album e pubblicato in "Digital Download" l'11 ottobre 2012. La canzone ottiene successo in Romania, Italia, Giappone e Russia.
Il quarto singolo pubblicato dall'album il 5 novembre 2012 è la traccia J'adore, rilasciata su YouTube con una lyrics video e in "Digital Download" in formato Remixes EP. Ottiene successo in Francia e Portogallo.
Il 23 gennaio 2013 pubblica il quinto singolo di successo More than Friends in collaborazione con Daddy Yankee. La canzone ottenne un incredibile successo in tutto il mondo vincendo il disco d'oro in Spagna ed un disco di platino in Venezuela. Un video musicale in cui compare solo Inna, venne prima rilasciato su Youtube il 18 gennaio 2013 e di conseguenza dopo la pubblicazione ufficiale del brano, venne pubblicato il video ufficiale con Daddy Yankee il 4 febbraio 2013.
Il sesto singolo è la traccia in spagnolo contenuta nella versione deluxe dell'album Dame tu amor pubblicata il 27 maggio 2013 in collaborazione con la band messicana "Reik", la canzone ottiene successo in Messico. La versione inglese con il titolo Light Up fu pubblicata una settimana dopo sul canale di Inna, anche questa traccia appartiene alla versione deluxe del cd.
Un'altra canzone che appartiene alla versione deluxe del disco, viene estratta come settimo singolo ufficiale, ovvero Spre mare, brano cantato in lingua rumena e pubblicata il 25 giugno 2013 in "Digital Download", compreso il video musicale ufficiale su YouTube.
L'11 luglio 2013 viene pubblicato il video ufficiale della canzone Be My Lover, contenuta anch'essa nella versione deluxe del cd. Il brano venne poi rilasciato come ottavo singolo dal disco il 26 luglio 2013. Un remix con il cantante "Juan Magan", viene pubblicata insieme alla versione originale, fu fatto anche un video musicale per questa versione remix. La canzone riceve successo in Romania e Spagna.
Il 16 ottobre 2013 in occasione del compleanno della cantante, viene pubblicato su YouTube il video musicale del brano In Your Eyes, in una nuova versione in collaborazione con il cantante "Yendel", la versione originale, venne rilasciata il 2 novembre 2013 sempre nei download digitali e poi utilizzata come b-side della versione con la collaborazione. Il brano venne poi estratto il 3 dicembre 2013 come nono ed ultimo singolo dal disco, chiudendo ufficialmente le promozioni di questo album. il brano ottenne successo in Europa.
Il 21 ottobre 2020, con la ripubblicazione del disco sulla piattaforma musicale "SoundCloud", dove sono stati aggiunti alcuni brani esclusi in precedenza, tra cui Oare, quest'ultimo venne rivalutato come terzo singolo promozionale proveniente, appunto, proprio da questo album. Di fatto il pezzo pubblicato il 14 ottobre 2012, venne escluso dal disco e rilasciato solamente come singolo digitale.

## Tracce
Edizione Standard
1. In Your Eyes - 2:48 (Inna, Ina Wroldsen)
2. We Like to Party - 3:50 (Inna, Ina Wroldsen, Wayne Hector)
3. More than Friends (feat. Daddy Yankee) - 3:57 (Thomas Troelsen)
4. Fall in Love/Lie - 3:57 (Penny Foster, Kingsley Brown, Inna, Andrei Prodan, Claudiu Ursache)
5. Shining Star (Inna)|Shining Star - 3:00 (Play & Win, Shermanology)
6. Take Me Down to Mexico - 4:08 (Emile Ghantous, Aimée Proal, Sameer Agrawal, Keith Hetrick)
7. Famous - 3:32
8. Take it Off - 3:31 (Lucas Secon, Don McLean, Remee)
9. Tonight - 3:43 (Andrey Shirman, Alexandra Burke, Antoine Konrad, Fabio Antoniali, Lucas Secon, Pablo Rodriguez, Thomas Troelsen)
10. J'adore - 3:16 (Inna, Ina Wroldsen, Play & Win)
11. Caliente - 3:21 (Inna, Play&Win)
12. Crazy Sexy Wild - 3:06 (Inna, Play&Win, GoodWill & MGI, Kimberly Cole)
13. Inndia (feat. Play&Win) - 3:35 (Inna, Play&Win)
14. Ok - 4:19 (Inna, Play&Win)
15. Live Your Life - 3:09 (Inna, Play&Win, Yasmin)
16. Party Never Ends - 3:18 (Play&Win, Shermanology)

Tracce Bonus (Edizione Deluxe)
1. Be My Lover - 3:34
2. World of Love - 3:46 (Thomas Troelsen)
3. I Like You - 3:16 (Play & Win)
4. Dame tu amor (feat. Reik) - 3:16
5. Alright - 4:30 (Inna, Play & Win)
6. Tu şi Eu - 3:06 (Inna, Play&Win, GoodWill & MGI, Kimberly Cole)
7. P.O.H.U.I. (Carla's Dreams feat. Inna) - 3:37
8. Spre mare - 3:56
9. Light Up (feat. Reik) - 3:16

ITunes Deluxe Edition
1. Boom Boom (Brian Cross ft. Inna) - 3:18
2. Energy - 2:48

Japanese Standard Edition
1. In Your Eyes - 2:48
2. We Like to Party - 3:50
3. Crazy Sexy Wild - 3:06
4. More than Friends (feat. Daddy Yankee) - 3:57
5. Fall in Love/Lie - 3:57
6. Shining Star - 3:00
7. Take Me Down to Mexico - 4:08
8. Famous - 3:31
9. Tonight - 3:31
10. Take It Off - 3:43
11. J'adore - 3:16
12. Caliente - 3:21
13. Inndia (feat. Play&Win) - 3:35
14. Ok - 4:19
15. Live Your Life - 3:09
16. Party Never Ends - 3:18
17. Club Rocker (feat. Flo Rida) - 3:34
18. Crazy Sexy Wild (Willy Sanjuan EMPO Wild Remix) - 6:38
19. Ok (Beenie Becker Remix) - 5:08

The Ultimate Edition
1. In Your Eyes - 2:48 (Inna, Ina Wroldsen)
2. We Like to Party - 3:50 (Inna, Ina Wroldsen, Wayne Hector)
3. More than Friends (feat. Daddy Yankee) - 3:57 (Thomas Troelsen)
4. Fall in Love/Lie - 3:57 (Penny Foster, Kingsley Brown, Inna, Andrei Prodan, Claudiu Ursache)
5. Shining Star (Inna)|Shining Star - 3:00 (Play & Win, Shermanology)
6. Take Me Down to Mexico - 4:08 (Emile Ghantous, Aimée Proal, Sameer Agrawal, Keith Hetrick)
7. Famous - 3:32
8. Take it Off - 3:31 (Lucas Secon, Don McLean, Remee)
9. Tonight - 3:43 (Andrey Shirman, Alexandra Burke, Antoine Konrad, Fabio Antoniali, Lucas Secon, Pablo Rodriguez, Thomas Troelsen)
10. J'adore - 3:16 (Inna, Ina Wroldsen, Play & Win)
11. Caliente - 3:21 (Inna, Play&Win)
12. Crazy Sexy Wild - 3:06 (Inna, Play&Win, GoodWill & MGI, Kimberly Cole)
13. Inndia (feat. Play&Win) - 3:35 (Inna, Play&Win)
14. Ok - 4:19 (Inna, Play&Win)
15. Live Your Life - 3:09 (Inna, Play&Win, Yasmin)
16. Party Never Ends - 3:18 (Play&Win, Shermanology)
17. Be My Lover - 3:34
18. World of Love - 3:46 (Thomas Troelsen)
19. I Like You - 3:16 (Play & Win)
20. Dame tu amor (feat. Reik) - 3:16
21. Alright - 4:30 (Inna, Play & Win)
22. Boom Boom (Brian Cross ft. Inna) - 3:18
23. Everybody (Dj Bobo ft. Inna) - 3:21
24. Tu şi Eu - 3:06 (Inna, Play&Win, GoodWill & MGI, Kimberly Cole)
25. Light Up (feat. Reik) - 3:16
26. Energy - 2:48
27. P.O.H.U.I. (Carla's Dreams feat. Inna) - 3:37
28. Spre mare - 3:56
29. Oare - 3:06

## Formazione
- Inna - voce
- Carsten Mortensen - chitarra (traccia 8)
- Steve McCutcheon - tastiere (traccia 1)
- Donald McLean - tastiere (traccia 8)
- Pete Hofmann - tastiere (traccia 9)
- Lucas Secon - tastiere (traccia 8), cori (tracce 8-9)

## Classifiche
| Classifica | Posizione raggiunta |
| ---------- | ------------------- |
| Giappone   | 88                  |
| Messico    | 28                  |

## Date di Pubblicazione
| Nazione     | Data            | Formato              | Etichetta                  |
| ----------- | --------------- | -------------------- | -------------------------- |
| Romania     | 4 marzo 2013    | CD, Digital Download | Roton Romania              |
| Grecia      | 4 marzo 2013    | Digital Download     | Universal Music            |
| Rep. Ceca   | 4 marzo 2013    | Digital Download     | Universal Music            |
| Slovenia    | 4 marzo 2013    | Digital Download     | Universal Music            |
| Giappone    | 20 marzo 2013   | Digital Download     | Warner Japan               |
| Italia      | 25 marzo 2013   | Digital Download     | Do It Yourself             |
| Turchia     | 25 marzo 2013   | Digital Download     | Yeni Dünya Müzik           |
| Messico     | 25 marzo 2013   | CD, Digital Download | Empo / +Mas Label          |
| Polonia     | 26 marzo 2013   | CD, Digital Download | Universal Music            |
| Giappone    | 27 marzo 2013   | CD                   | Warner Japan               |
| Germania    | 26 aprile 2013  | Digital Download     | B1M1 Recordings            |
| Spagna      | 28 maggio 2013  | Digital Download     | Blanco y Negro             |
| Regno Unito | 28 luglio 2013  | Digital Download     | 3Beat                      |
| Mondo       | 21 ottobre 2020 | Digital Download     | Global Records, SoundCloud |